# Schwalbenberg (Celle)
Der Schwalbenberg in Celle ist eine Binnendüne zwischen der Aller und der Lachte sowie ein archäologischer Fundort im Naturschutzgebiet Obere Allerniederung bei Celle.

## Geschichte

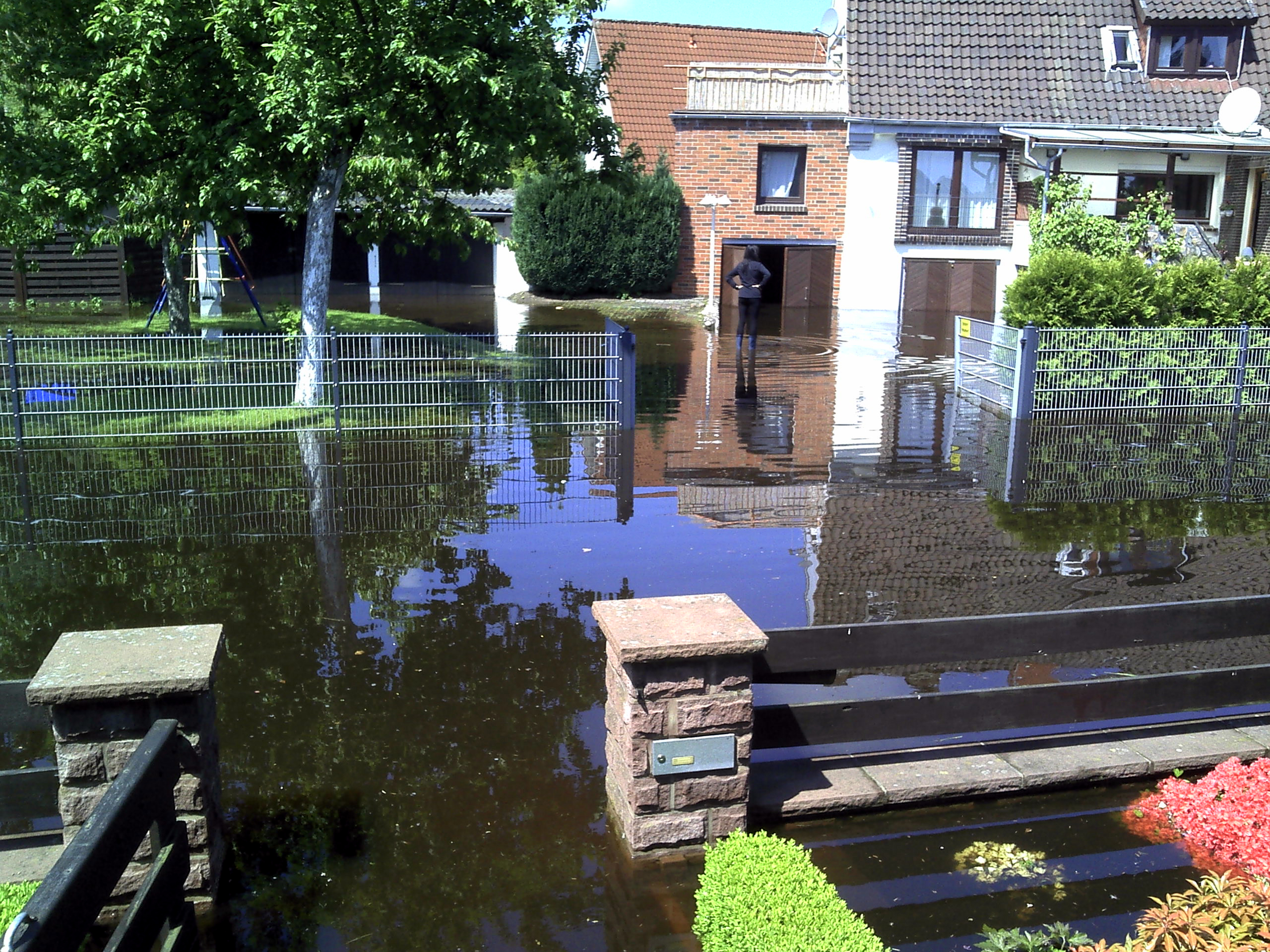
Überflutung der auf den Schwalbenberg zuführenden gleichnamigen Straße im Mai 2013

Die natürliche Erhebung diente Menschen in vorgeschichtlichen Zeiten als Begräbnisstätte für ihre Toten. Doch erst in der Neuzeit brachten Zufallsfunde der Bevölkerung, darunter die Entdeckung sogenannter „Harstedter Rauhgefäße“, die Spuren früher Besiedelung nach Jahrtausenden wieder in das öffentliche Bewusstsein. Im Jahr 1821 wurde zudem eine Urnenkammer mit mehreren Bestattungsurnen entdeckt.

## Naturlandschaften
In den Jahren von 2010 bis 2012 wurden zwecks „Erlebbarmachen der einzigartigen Naturlandschaft“ und zur „Stärkung der regionalen Identität“ zwei „Naturinformationstafeln“ am und auf dem Schwalbenberg aufgestellt:
- Die Tafel auf der Düne informiert über die Flora und Fauna der von Wärme und Trockenheit geprägten Erhebung, die dadurch Lebensräume bietet beispielsweise für das Silbergras, die Zauneidechse oder die Blauflügelige Ödlandschrecke.
- Die Tafel an der vorbeifließenden Lachte informiert über die Artenvielfalt in der dortigen Flussaue, die durch Feuchtigkeit, Nässe und regelmäßige Überschwemmungen geprägt wird.

Das rund 8000 Euro teure Projekt ging aus der Zusammenarbeit der Unteren Naturschutzbehörde der Stadt Celle mit ehrenamtlichen Naturschützern hervor und wurde finanziell unterstützt durch die Niedersächsische Bingo-Stiftung, die Naturschutzstiftung Celler Land sowie durch den Ortsrat Lachtehausen.